# Mayadome
Mayadome war eine schwedische Progressive-Metal-Band aus Uppsala, die im Jahr 1995 gegründet wurde und sich 2001 wieder auflöste.

## Geschichte
Die Band wurde im Jahr 1995 gegründet. Im Oktober 1996 erschien über Shrapnel Records das Debütalbum Paranormal Activity. Die Gruppe bestand dabei aus Gitarrist Fredrik Kjörling, Bassist Erik Grandin, Schlagzeuger Teddy Möller, Keyboarder Jonas Hägg und Sänger Björn Holmquist. Das zweite Album Near Life Experience erschien über Siegen Records im April 2000. Sebastian Okupski ersetzte dabei Keyboarder Hägg und Bassel Elharbiti war als neuer Sänger zu hören. Im November 2001 löste sich die Band aufgrund von Streitigkeiten zwischen den Bandmitgliedern auf. Nach der Auflösung gründeten Kjörling, Grandin und Möller mit Schlagzeuger Alvaro Romero Torres und Gitarrist und Bassist Niklas Kupper die Band Loch Vostok.

## Stil
Die Band spielt klassischen Progressive Metal und wird dabei mit Dream Theater verglichen. Die Gitarrenarbeit wird mit Van Halen verglichen, während die Texte mit denen von Queensrÿche verglichen werden.

## Diskografie
- 1996: Paranormal Activity (Album, Shrapnel Records)
- 1999: Near Life Experience (Album, Siegen Records)